# Lajos Somodi
Lajos Somodi né le 4 décembre 1928 à Abádszalók et mort le 9 mai 2012 à Budapest, est un escrimeur et maître d'armes hongrois. Il a gagné une médaille de bronze par équipe (fleuret) aux Jeux olympiques de Melbourne en 1956.

## Palmarès
- Jeux olympiques:
  -  médaille de bronze par équipe aux Jeux olympiques de Melbourne en 1956[1]